# Miracle-
Amer Al-Barkawi (nacido el 20 de junio de 1997), más conocido como Miracle-, es un jugador profesional jordano-polaco de Dota 2 que juega para Nigma Galaxy. Fue miembro de Team Liquid, equipo que ganó The International 2017.

## Carrera
La historia de Miracle- con el género de videojuego multijugador de arena de batalla en línea comenzó con Defense of the Ancients a mediados de los años 2000. Miracle- comenzó a jugar Dota 2 como un "pubstar", es decir, no competía profesionalmente, pero estaba clasificado entre los mejores en partidas públicas. Su primera incursión en la escena profesional fue con los Balkan Bears a principios de 2015, aunque no participó en ningún torneo importante y dejó el equipo tras solo cuatro meses.
Más tarde ese año, Miracle- alcanzó una calificación de emparejamiento (casamentero) dentro del juego (MMR) de más de 8000; superando así a Aliwi "w33" Omar y convirtiéndose en el jugador mejor clasificado. Miracle- fue fichado por el equipo (monkey) Business. Tras un acuerdo de patrocinio, (monkey) Business se reformó como OG. Poco después del cambio de nombre, Miracle- y su equipo ganaron el Major de Frankfurt. Tras finalizar en 7.º–8.º lugar en el Major de Shanghái, Miracle- y OG ganaron el Manila Major y el ESL One Frankfurt 2016.
En marzo de 2016, Miracle- se convirtió en el primer jugador de Dota 2 en alcanzar los 9000 MMR. Tras quedar en las posiciones 9.º–12.º en The International 2016, Miracle- dejó OG como agente libre para unirse a Team Liquid en septiembre de 2016. Él, junto con el resto del equipo, ganó The International 2017, que tuvo el mayor premio acumulado de cualquier torneo de deportes electrónicos, obteniendo casi US$11 millones en premios. En noviembre de 2019, él y el resto de Team Liquid abandonaron la organización para formar su propio equipo, Nigma.
En abril de 2023, jugó en lugar de Ammar "ATF" Al-Assaf en DreamLeague 19 antes de anunciar su semi-retiro. Miracle‑ regresó de su pausa para suplir a Ammar "ATF" Al‑Assaf en la DreamLeague Temporada 19 con Nigma Galaxy.  En diciembre de 2023, se reincorporó a la plantilla activa de Nigma Galaxy tras un año de ausencia, volviendo a formar equipo con Sumail y KuroKy. En junio de 2024, representó al equipo en el torneo 1win Series Dota 2 Summer (con una bolsa de premios de 100 000 dólares). En abril de 2025, amplió su pausa competitiva, permaneciendo en el banquillo de Nigma Galaxy por motivos personales.